# Quesnoy-le-Montant
Quesnoy-le-Montant (picardisch: Tchénoé-l' Montant) ist eine nordfranzösische Gemeinde mit 525 Einwohnern (Stand 1. Januar 2022) im Département Somme in der Region Hauts-de-France. Die Gemeinde liegt im Arrondissement Abbeville und ist Teil der Communauté de communes du Vimeu und des Kantons Abbeville-2.

## Geographie
Die Gemeinde, durch die auch die Bahnstrecke von Abbeville nach Eu verläuft, liegt rund elf Kilometer westlich von Abbeville. Die Gemeinde besteht aus den Teilen Campagne, Quesnoy und Le Montant (von Westen). Zu ihr gehören außerdem die Häusergruppe Hymneville und die Kapelle Saint-Sulpice in der Nähe des Haltepunkts der Bahn, die dem Trockental Fond de la Rançonnière folgt. Das Gemeindegebiet gehört zum Regionalen Naturpark Baie de Somme Picardie Maritime.

## Einwohner
| 1962 | 1968 | 1975 | 1982 | 1990 | 1999 | 2006 | 2011 |
| ---- | ---- | ---- | ---- | ---- | ---- | ---- | ---- |
| 577  | 556  | 519  | 502  | 511  | 519  | 562  | 585  |

## Verwaltung
Bürgermeister (maire) ist seit 2001 Josette Cayeux.

## Sehenswürdigkeiten

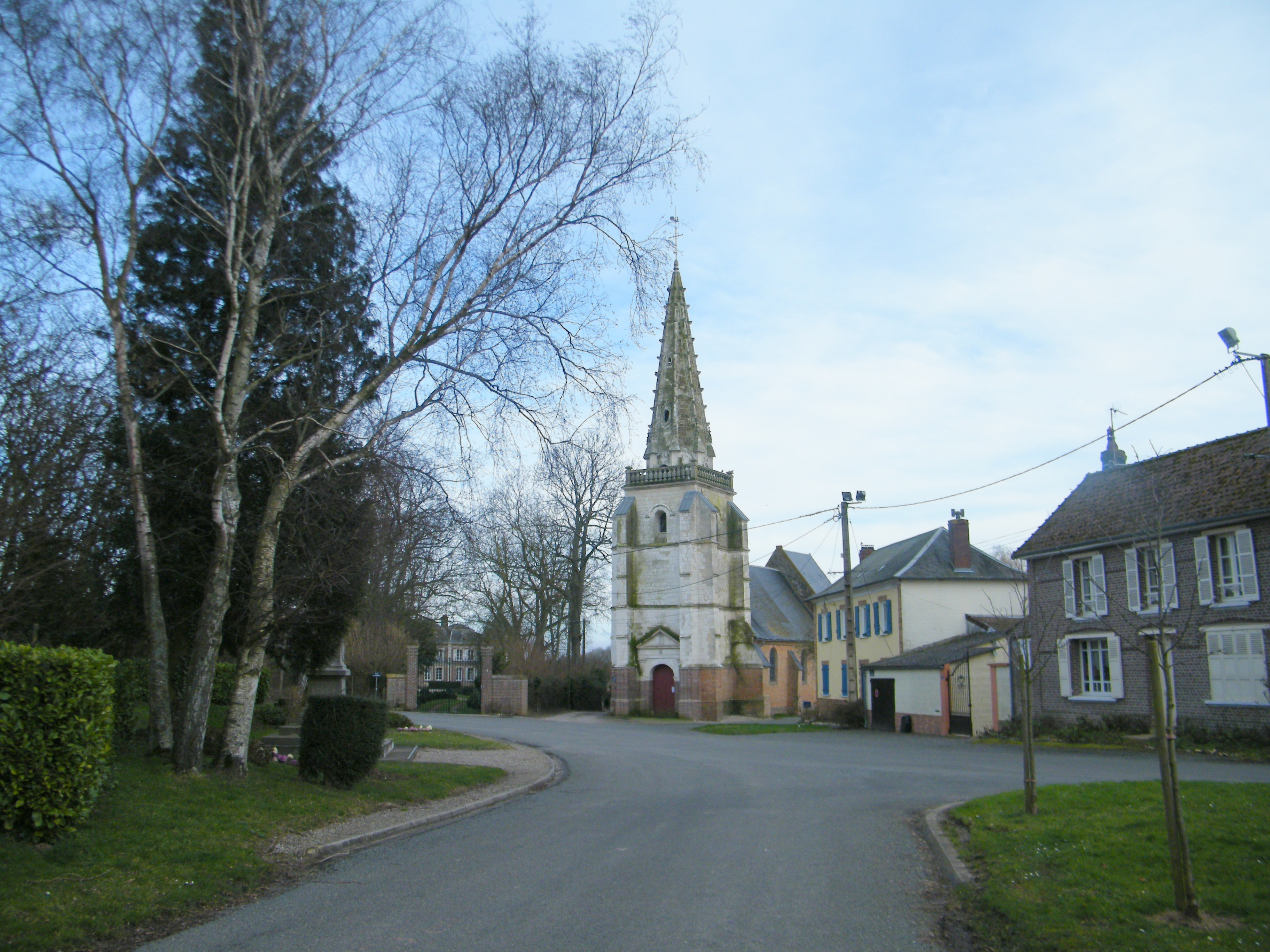
Kirche Saint-Sulpice
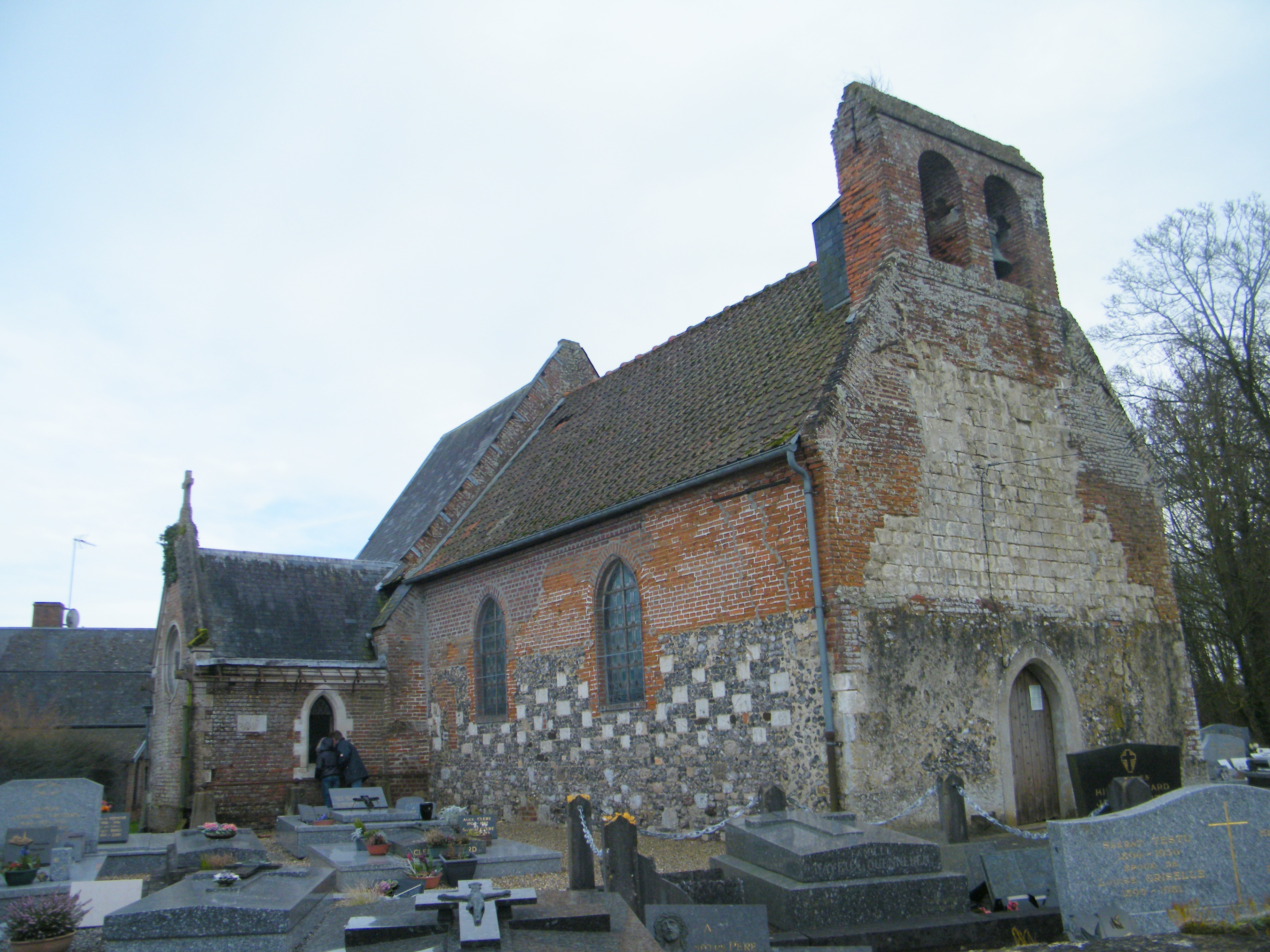
Kapelle Saint-Martin in Hymneville
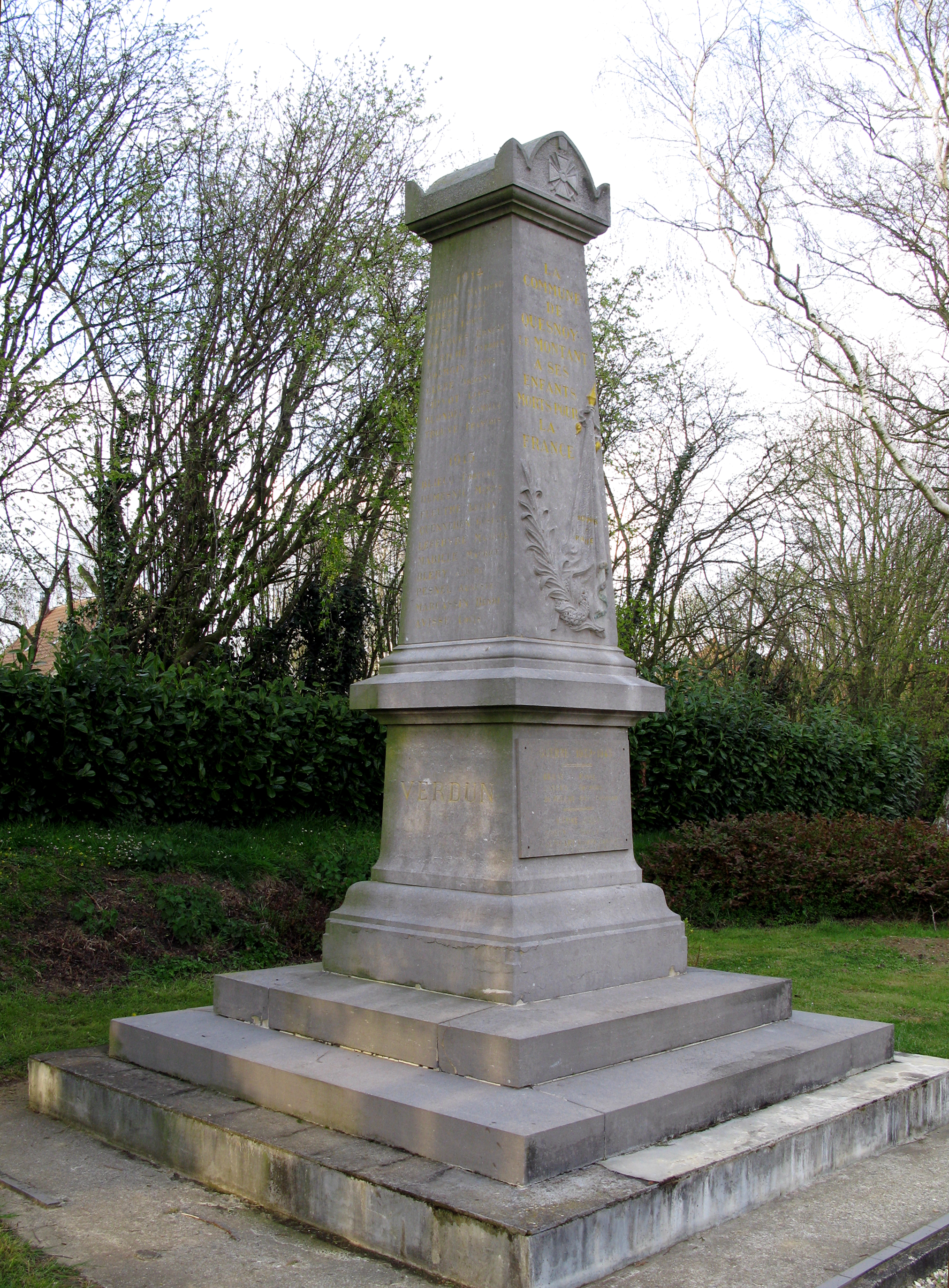
Kriegerdenkmal

- Kirche Saint-Sulpice
- Kapelle in Hymneville
- Kriegerdenkmal